# Michel de Cornical
Nicolas-Michel de Cornical, né en 1668 à Saint-Lô et mort à Paris le 31 mars 1705, est un peintre d'histoire.

## Biographie
Élève de Louis de Boullogne,, Michel de Cornical obtient un deuxième prix de Rome en peinture en 1696 et 1697, sur le thème Pharaon donne son anneau à Joseph après l'explication des songes (1696) et Les Frères de Joseph retenus à la cour du Pharaon et soupçonnés d'être des espions (1697).
Il séjourne à Rome à l'Académie de France de 1699 à 1703.
Il est agréé par l'Académie le 25 octobre 1704.